# Torbik bambusowy
Torbik bambusowy, beztorbik bambusowy (Dromiciops gliroides) – gatunek południowoamerykańskiego ssaka z rodziny torbikowatych (Microbiotheriidae).

## Taksonomia
Gatunek po raz pierwszy zgodnie z zasadami nazewnictwa binominalnego opisał w 1893 roku chilijski botanik i zoolog Federico Philippi, nadając mu nazwę Didelphys australis, jednak nazwa ta okazała się młodszym homonimem nazwy Didelphys australis, którą utworzył w 1809 roku niemiecki paleontolog, zoolog i botanik Georg August Goldfuss (obecnie nazwa ta jest młodszym synonimem Pseudocheirus peregrinus). W 1894 roku angielski zoolog Oldfield Thomas opisał nowe zwierzę, nadając mu nazwę Dromiciops gliroides, która to nazwa obowiązuje obecnie (2023). Miejsce typowe to Huite, w pobliżu Ancud (41°52′S 73°50′W/-41,866667 -73,833333), północno-wschodnia część wyspy Chiloé, Chile. Holotyp to skóra i czaszka dorosłego samca o sygnatorze BMNH 92.5.9.3 z kolekcji Muzeum Historii Naturalnej w Londynie; odłowiony 20 maja 1868 roku przez szkockiego przyrodnika Roberta Olivera Cunninghama. Podgatunek mondaca opisał w 2016 roku urugwajsko-peruwiański zespół zoologów (Urugwajczycy Guillermo D’Elía i Alejandro D’Anatro oraz Peruwianka Natalí Hurtado) jako odrębny gatunek i nadając mu nazwę Dromiciops mondaca. Miejsce typowe to Fundo San Martín, Comuna de Mariquina (39°39′S 73°12′W/-39,650000 -73,193333), region Los Ríos, Chile. Holotyp to skóra i czaszka dorosłego samca o sygnaturze UACH 690 z kolekcji Universidad Austral de Chile; odłowiony 26 września 1979 przez Pedro Muñoza.
Ostatnie prace molekularne i morfologiczne zidentyfikowały trzy klady w obrębie Dromiciops, którym nadano nazwy gliroides, bozinovici i mondaca; od 2016 roku kiedy opisano taksony bozinovici i mondaca, przeprowadzono liczne badania, zarówno wspierające, jak i sprzeciwiające się uznaniu tych trzech gatunków na podstawie różnych linii dowodów; analiza z 2022 roku, oparta na danych sekwencji genomowej, sugerowała model dwóch gatunków, traktując bozinovici i gliroides jako gatunki, a mondaca jako podgatunek gliroides; w takim ujęciu D. gliroides dzielony jest na dwa podgatunki, chociaż systematyka w obrębie Dromiciops wciąż podlega znacznym zmianom.

### Ewolucja
Gatunek określa się jako żywą skamieniałość. Badania wykazały, że torbik bambusowy jest bliżej spokrewniony z torbaczami australijskimi (Australidelphia) niż amerykańskimi (Ameridelphia). Jego pojawienie się na kontynencie Ameryki Południowej nie zostało bezsprzecznie wyjaśnione. Po odkryciu w Australii skamieniałości Djarthia murgonensis, który mógł być najprymitywniejszym przedstawicielem Australidelphia, najbardziej prawdopodobne wydawało się, że ta linia pochodzi z Australii, a przodkowie torbika trafili do Ameryki Południowej przez Antarktydę z Australii. Badania oparte na insercji retropozonów (przy której nie powinny występować homoplazje), przeprowadzone w 2010, wskazują jednak, że najbardziej bazalne klady torbaczy, Didelphimorphia (dydelfokształtne), Paucituberculata (skąpoguzkowce) i Microbiotheria (torbikowce), żyją w Ameryce Południowej, więc prawdopodobne jest też, że przodkowie innych torbaczy mogli trafić do Australii w wyniku jednej migracji.

### Etymologia
- Dromiciops: rodzaj Dromicia J.A. Gray, 1841 (pałaneczka); gr. ωψ ōps, ωπος ōpos ‘wygląd, oblicze’[24].
- gliroides: łac. glis, gliris ‘koszatka’[25]; -οιδης -oidēs ‘przypominający’[26].
- mondaca: Fredy Celedonio Mondaca, pracownik Instituto de Ciencias Ambientales y Evolutivas w Universidad Austral de Chile[27].

## Zasięg występowania
Torbik bambusowy występuje w gęstych, górskich lasach, zamieszkując w zależności od podgatunku:
- D. gliroides gliroides – Chile (Los Ríos i Los Lagos włącznie z wyspą Chiloé) i Argentyna (Neuquén, Río Negro i Chubut).
- D. gliroides mondaca – Chile (Kordyliera Nadbrzeżna).

## Morfologia
Zwierzę to nie należy do dużych torbaczy. Wielkością ciała dorównuje myszy. Długość ciała (bez ogona) 8,3–13 cm, długość ogona 9–13,2 cm; masa ciała 16–32 g, maksymalnie 50 g (podgatunek nominatywny); długość ciała (bez ogona) około 20 cm, długość ogona około 11 cm; masa ciała około 15 g (podgatunek mondaca).
Jego ciało pokrywa krótkie, jedwabiste futro, od grzbietu w odcieniu szarego brązu, od strony brzusznej białawe, czerwonobrązowe na torbie samicy.
Zwierzę cechuje się niewielkimi uszami, zaokrąglonymi w kształcie. Zwraca uwagę powiększona część słuchowa kości skroniowej. Występuje 50 zębów, siekacze górne i dolne kły przybierają kształt szpatułki. Na brzuchu samicy występuje torba (marsupium), a także 4 sutki. W obrębie ręki zwraca uwagę przeciwstawny kciuk, któremu w stopie odpowiada przeciwstawny paluch. Ogon torbik bambusowy wykorzystuje jako magazyn tłuszczu.

## Tryb życia i pożywienie
Jest to zwierzę nocne, wiodące samotny nadrzewny tryb życia, relacje społeczne nawiązuje tylko podczas rozrodu. Na wysokości 1–2 m nad ziemią sporządza sobie gniazdo z mchu i liści. W razie spadku temperatury poniżej 4 °C popada w odrętwienie, które może trwać do 2 miesięcy. Jest ono głębokie, ale nie musi koniecznie występować. W jego trakcie serce torbika zwalnia z około 230 do 30 uderzeń na minutę. Temperatura ciała zwierzęcia waha się też w ciągu dnia, a jeszcze bardziej nocą. Zasiedla lasy waldiwijskie, czyli umiarkowane lasy deszczowe, w których podszyciu występuje bambus.
Torbik bambusowy jest wszystkożerny. Spożywa głównie owady (najczęściej chrząszcze, świerszcze, motyle w stadium poczwarki), owoce czy nasiona, niekiedy jaja i pisklęta niewielkich ptaków. Co jest rzadkie wśród torbaczy, torbik prawdopodobnie odgrywa istotną rolę w rozsiewaniu nasion. Badania przeprowadzone w niewoli wykazały, że przepuszczenie nasion przez układ pokarmowy torbika sprzyjało kiełkowaniu. Może to wiązać się z ubogą owocożerną ornitofauną lasów zamieszkiwanych przez torbacza.

## Rozmnażanie
Samica torbika bambusowego wydaje na świat jeden miot rocznie. Liczy on od dwóch do czterech młodych. Po krótkiej ciąży młode przedostają się do torby, w której przebywają kolejne dwa miesiące. W sumie opieka na młodymi po porodzie może rozciągnąć się na cztery miesiące i jest najdłuższa wśród dzisiejszych torbaczy Ameryki Południowej. Samiec tymczasem nie bierze udziału w wychowywaniu potomstwa.